# Dextrina
A dextrina é uma classe de polissacarídeos de baixo peso molecular. 
As dextrinas são misturas de polímeros de D-glucose (α-1,4).  
Na produção industrial, é obtido através da hidrólise ácida de amido. 
As dextrinas são solúveis em água, sendo brancas levemente amareladas. 
Exemplos incluem a amilina, a goma artificial, a goma de amido, a goma inglesa, a goma vegetal. 

## Utilização
É comum serem utilizadas como adesivos, fogos de artifício, emulsificante na fabricação de pólvora negra, agentes espessantes e substitutos de gomas naturais.
Nem todas as formas de dextrinas são digeríveis; essas formas não digeríveis são usadas como complemento de fibras alimentares.
A maltodextrina é usada como aditivo alimentar e é altamente digerível, sendo absorvida tão rapidamente quanto a glucose; alimentos com maltodextrina podem conter traços de aminoácidos, incluindo ácido glutâmico como subprodutos.